# Tiếng Khương
Tiếng Khương, còn được gọi là Rma (尔玛) hoặc Rme  bởi các người nói ngôn ngữ này, là một cụm ngôn ngữ Hán-Tạng của nhóm ngôn ngữ Khương nói bởi khoảng 140.000 người ở phía Trung Bắc của tỉnh Tứ Xuyên, Trung Quốc.
Tiếng Khương bao gồm:
- Tiếng Khương Bắc (một ngôn ngữ không thanh điệu)
- Tiếng Khương Nam (một ngôn ngữ thanh điệu)

## Chữ viết

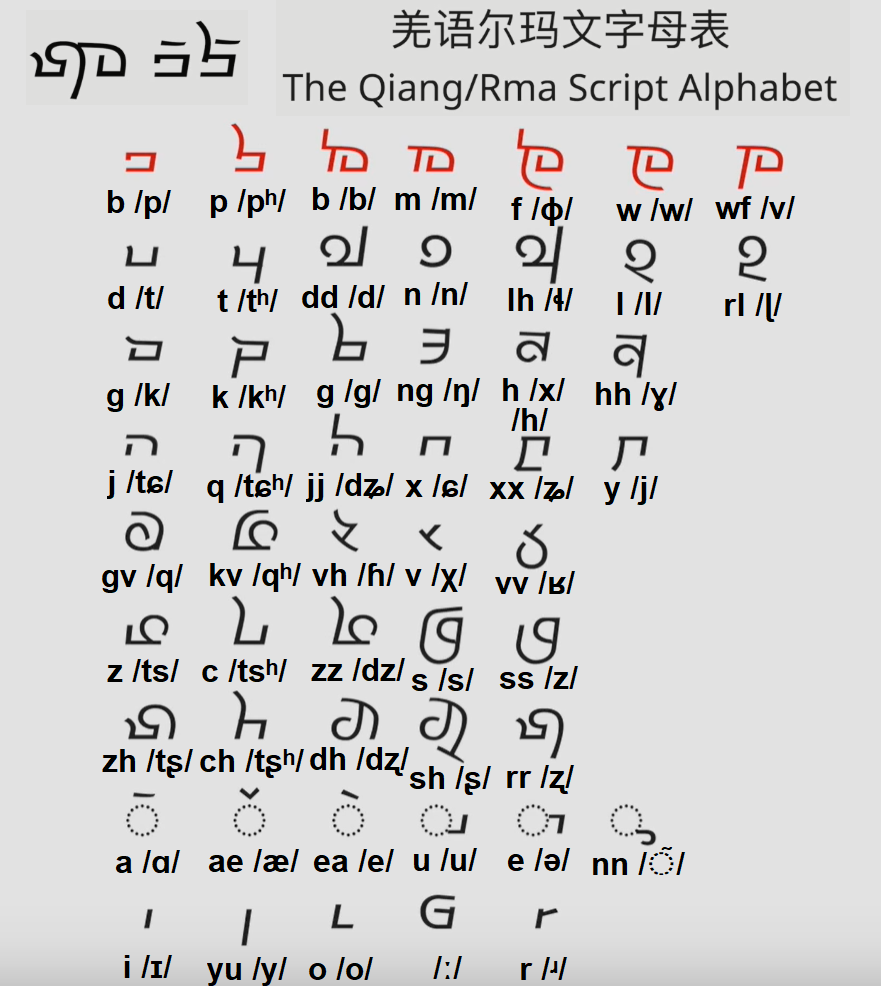
Chữ Rma cho tiếng Khương

Vào năm 2017, chữ Rma, chữ viết do Nguy Cửu Kiều (魏久乔) phát minh ra, chính thức hoàn thiện và được phê duyệt bởi nhiều người Khương là hệ thống chữ viết chính thức đầu tiên cho ngôn ngữ của họ. Không có thông tin được công bố liên quan đến liệu chữ viết này có tương thích cho cả hai tiếng Khương Bắc và tiếng Khương Nam hay nó chỉ tương thích cho một trong hai ngôn ngữ. Chữ Rma cũng đã được đề xuất sơ bộ để mã hóa vào Bộ ký tự chung của Unicode.

### Phụ âm
| b /p/   | p /pʰ/   | bb /b/  | m /m/  | f /f/  | w /w/  | wf /v/  |
| d /t/   | t /tʰ/   | dd /d/  | n /n/  | lh /ɬ/ | l /l/  | lr /lʴ/ |
| g /k/   | k /kʰ/   | gg /ɡ/  | ng /ŋ/ | h /h/  | hh /ɣ/ | —       |
| j /tɕ/  | q /tɕʰ/  | jj /dʑ/ | x /ɕ/  | xx /ʑ/ | y /j/  | —       |
| gv /q/  | kv /qʰ/  | v /χ/   | vh /ɦ/ | vv /ʁ/ | —      | —       |
| z /ts/  | c /tsʰ/  | zz /dz/ | s /s/  | ss /z/ | —      | —       |
| zh /tʂ/ | ch /tʂʰ/ | dh /dʐ/ | sh /ʂ/ | rr /ʐ/ | —      | —       |

### Nguyên âm
| a /a/ | ae /æ/ | ea /e/ | u /u/ | e /ə/ | nn /◌̃/ |
| i /i/ | ü /y/  | o /o/  | /ʔ/   | r /ʴ/ | —      |

## Phục dựng
Sims (2017) tái tạo thanh điệu cho tiếng Rma nguyên thủy (gọi cách khác là tiếng Khương nguyên thủy), đề xuất rằng sự thiếu thanh điệu trong tiếng Khương Bắc là do sự ảnh hưởng của tiếng Tạng. Thanh cao và thanh thấp được tái tạo cho tiếng Rma nguyên thủy, và cho tiếng Phổ Mễ nguyên thủy.